# Route der Industriekultur – Wasser: Werke, Türme und Turbinen

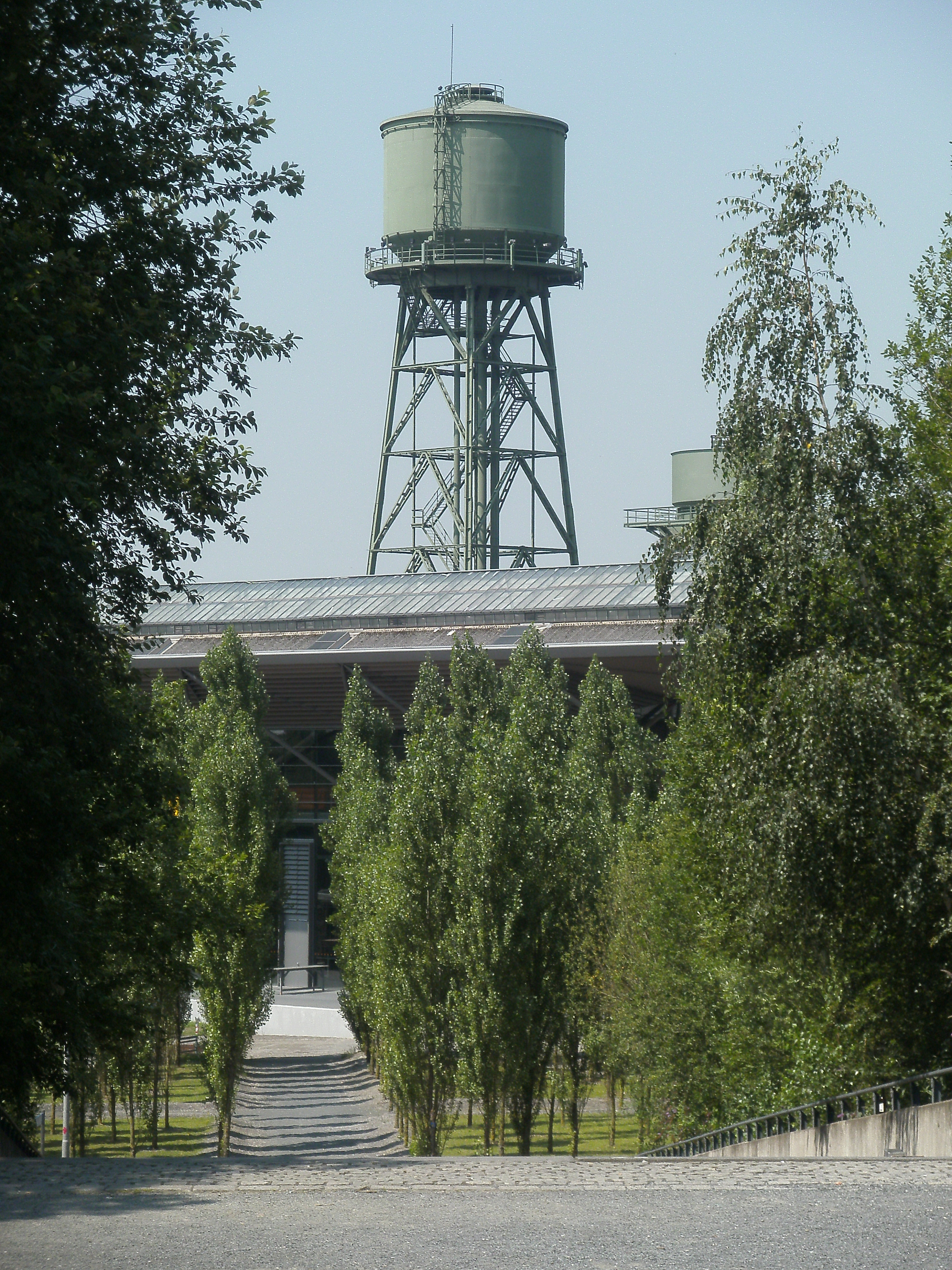
Wasserturm an der Jahrhunderthalle in Bochum

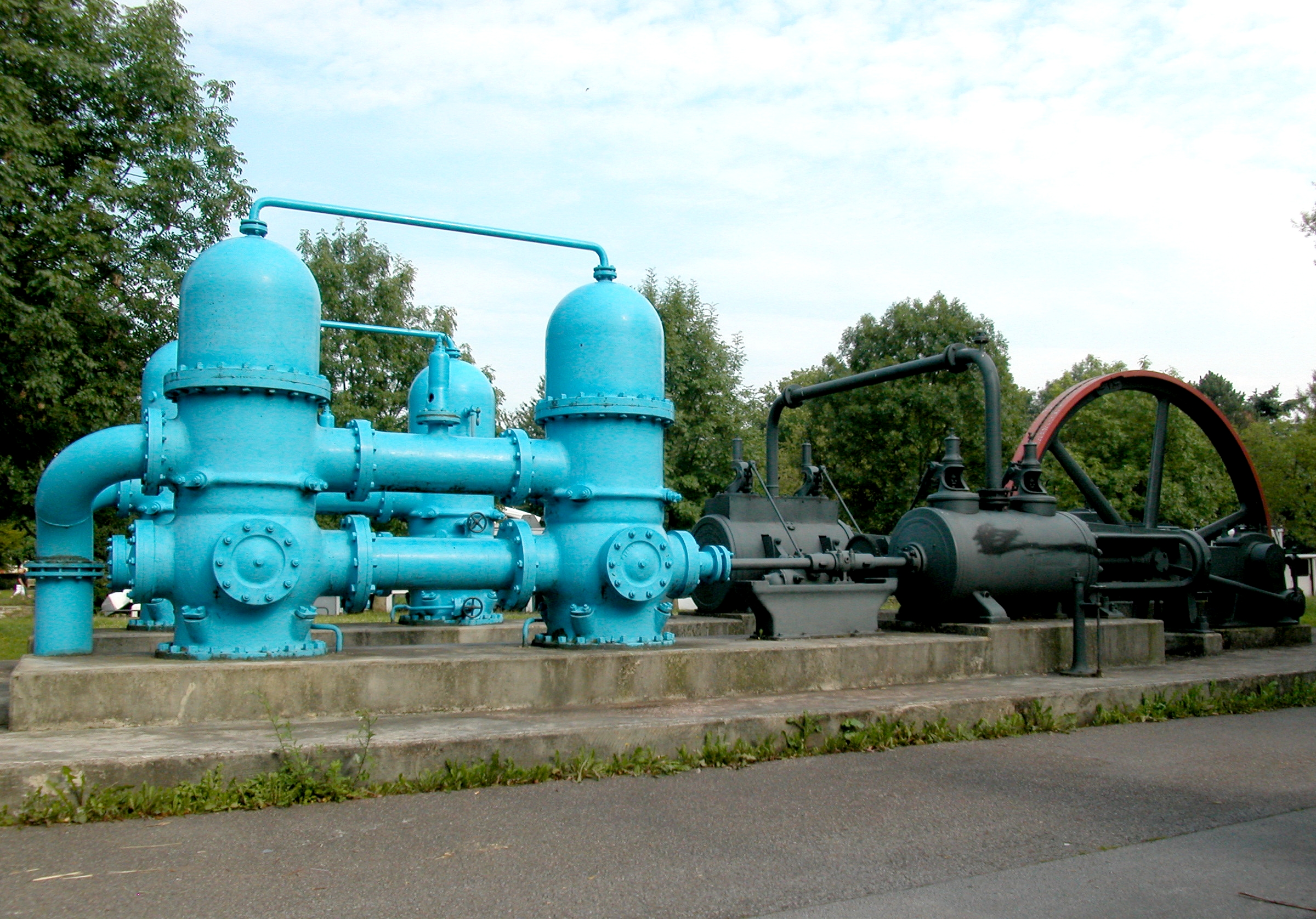
Alte Dampfmaschinenpumpe von 1896 aus dem Wasserwerk Styrum/Ost

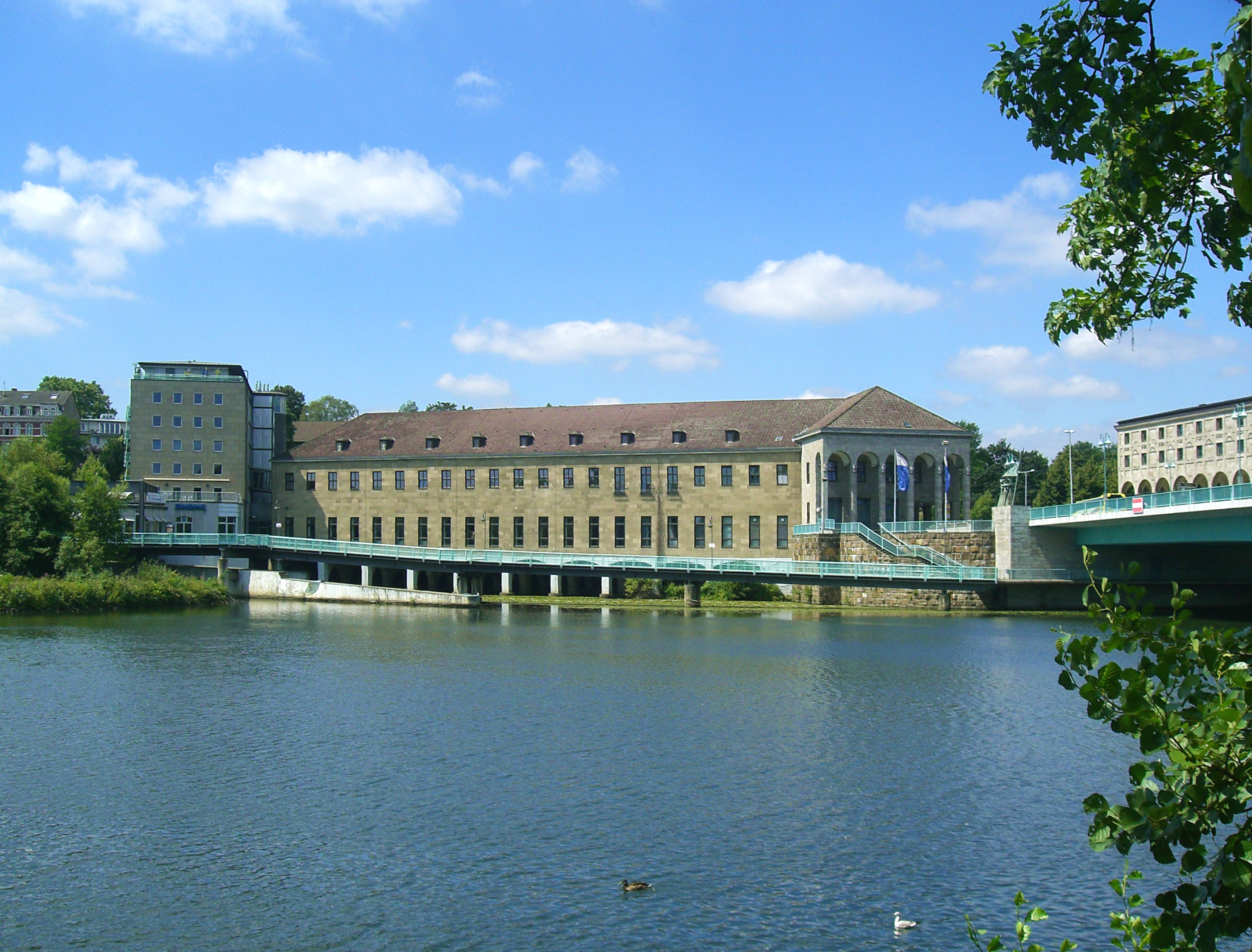
RWW Hauptverwaltung

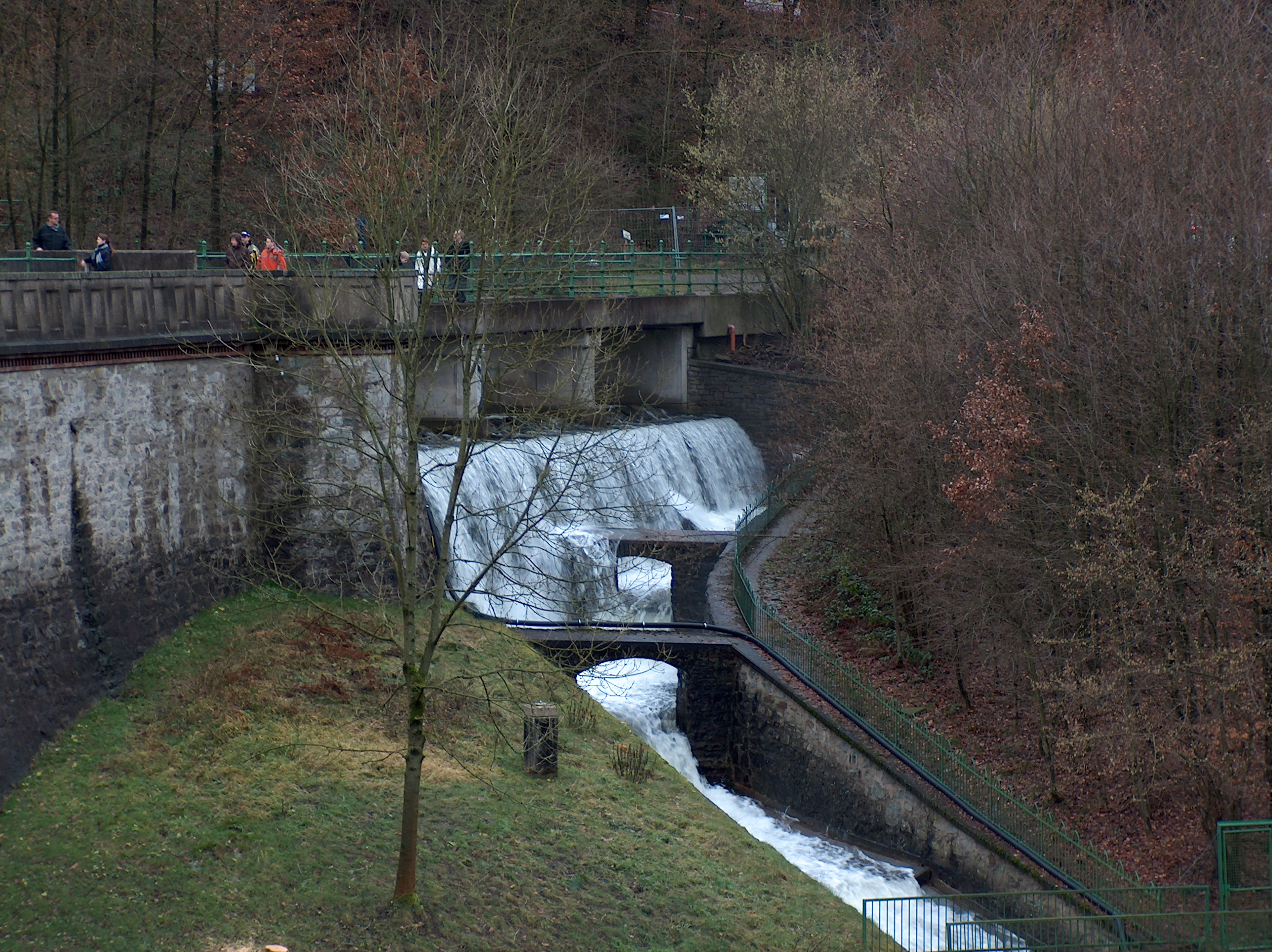
Heilenbecker Talsperre

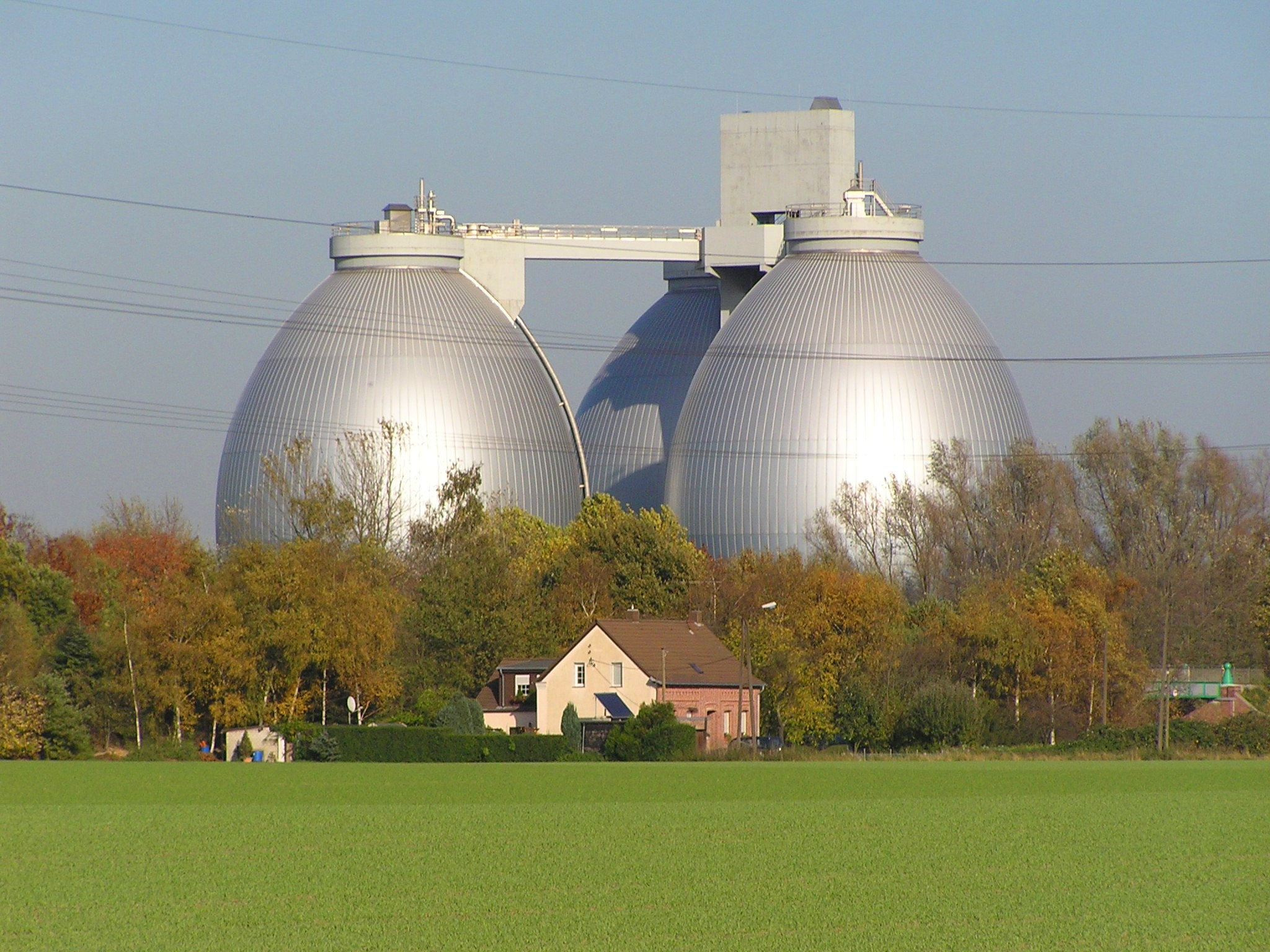
Klärwerk Emschermündung

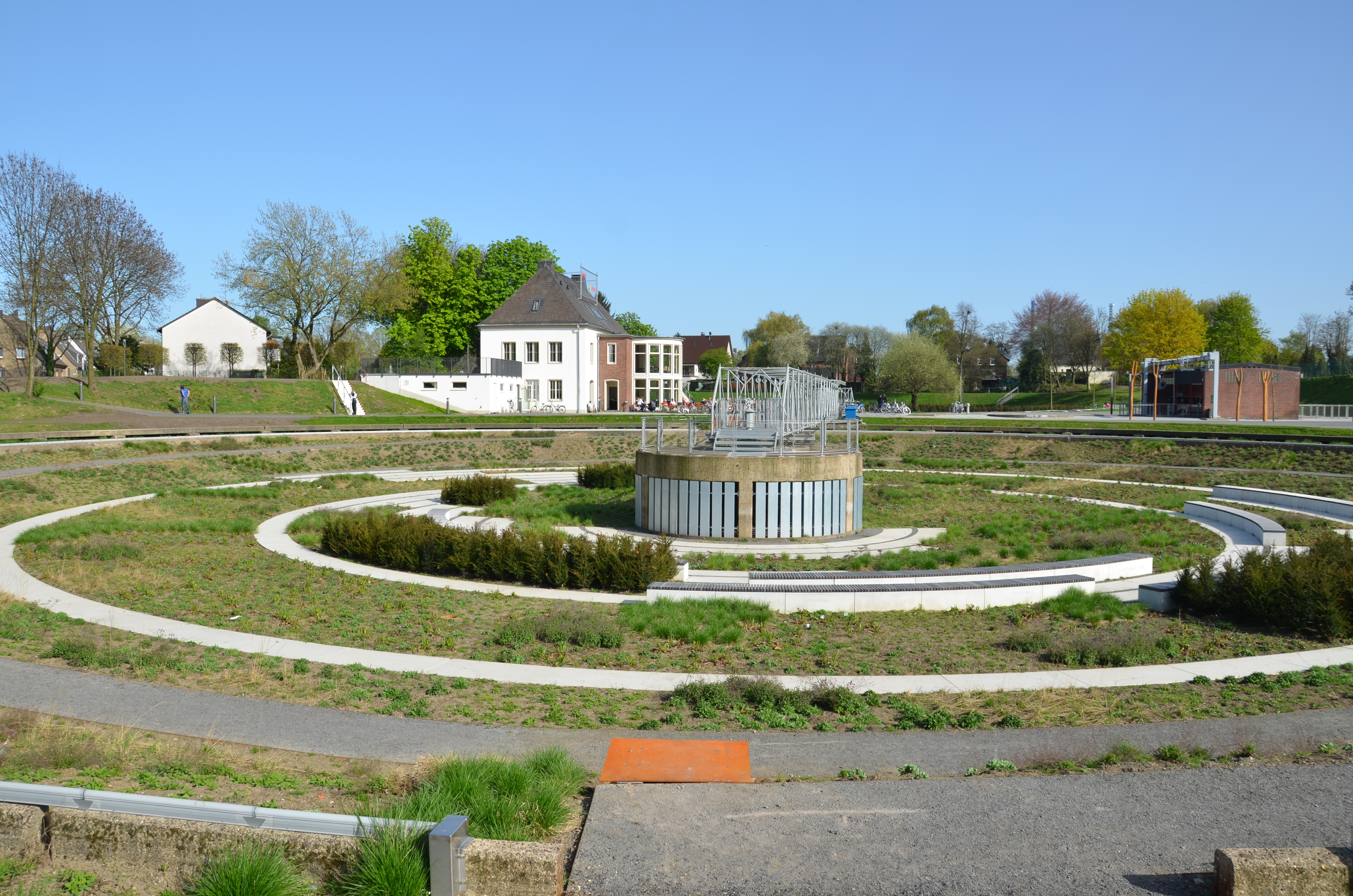
BernePark

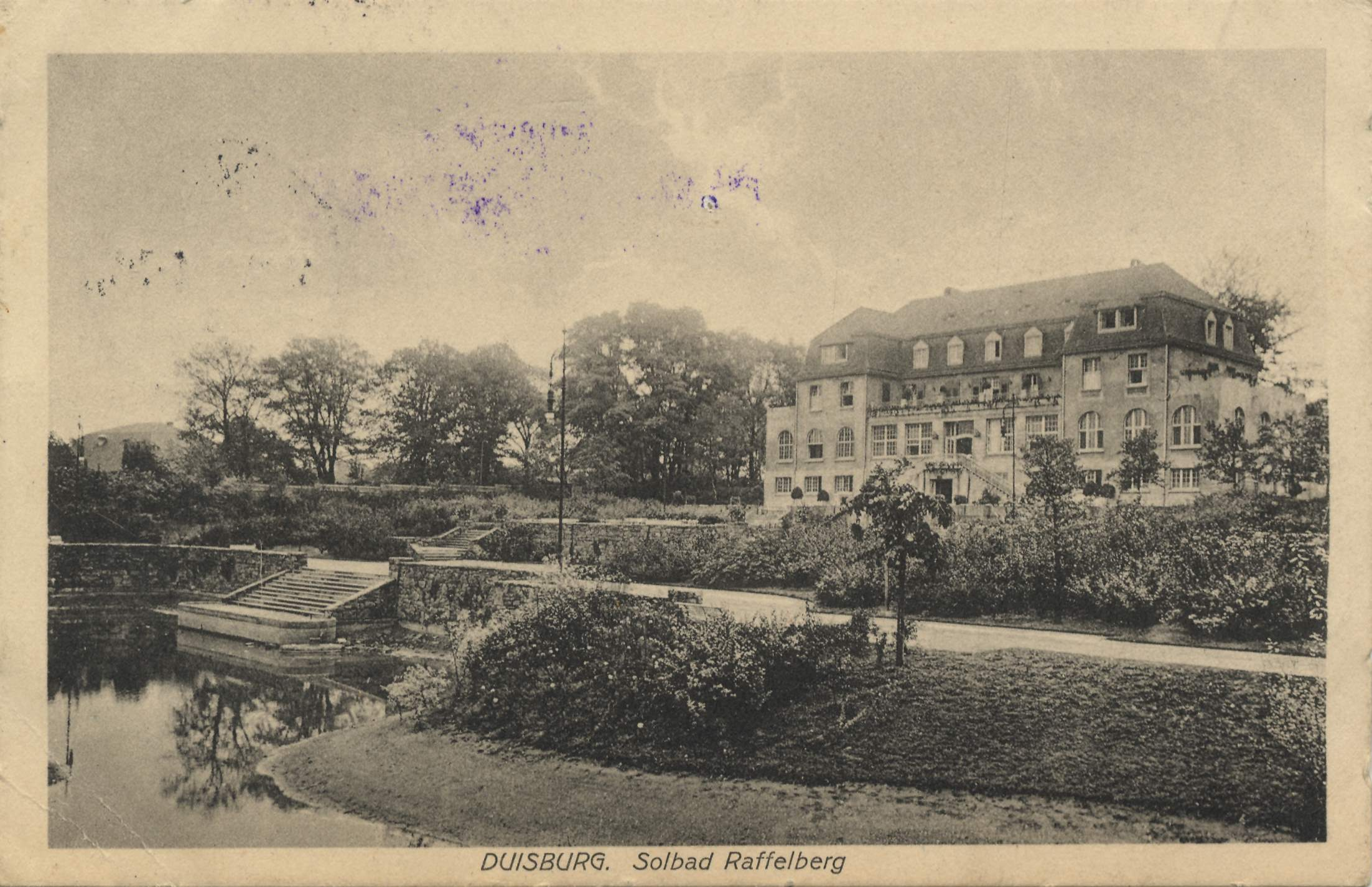
Solbad Raffelberg, 1915

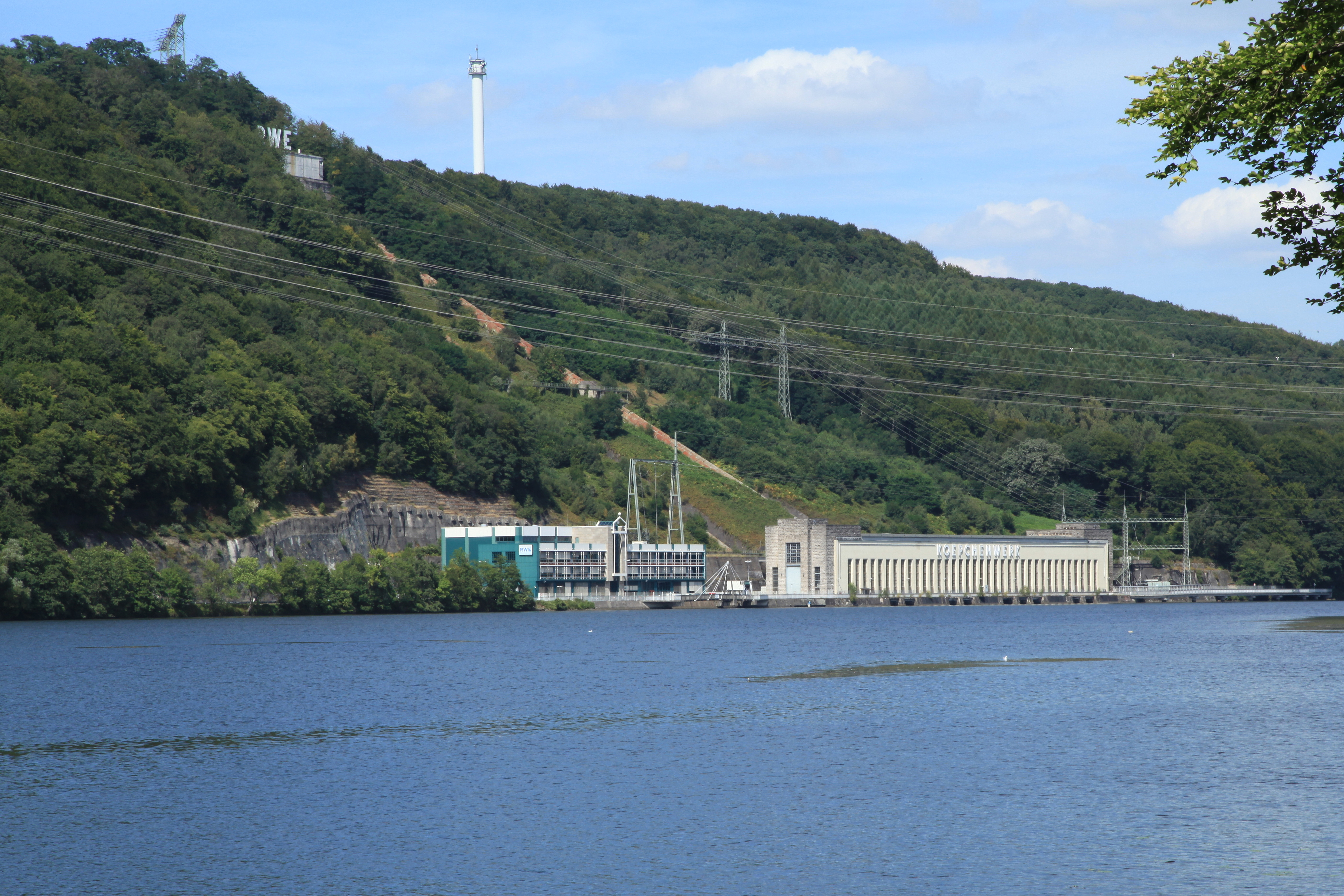
Koepchenwerk

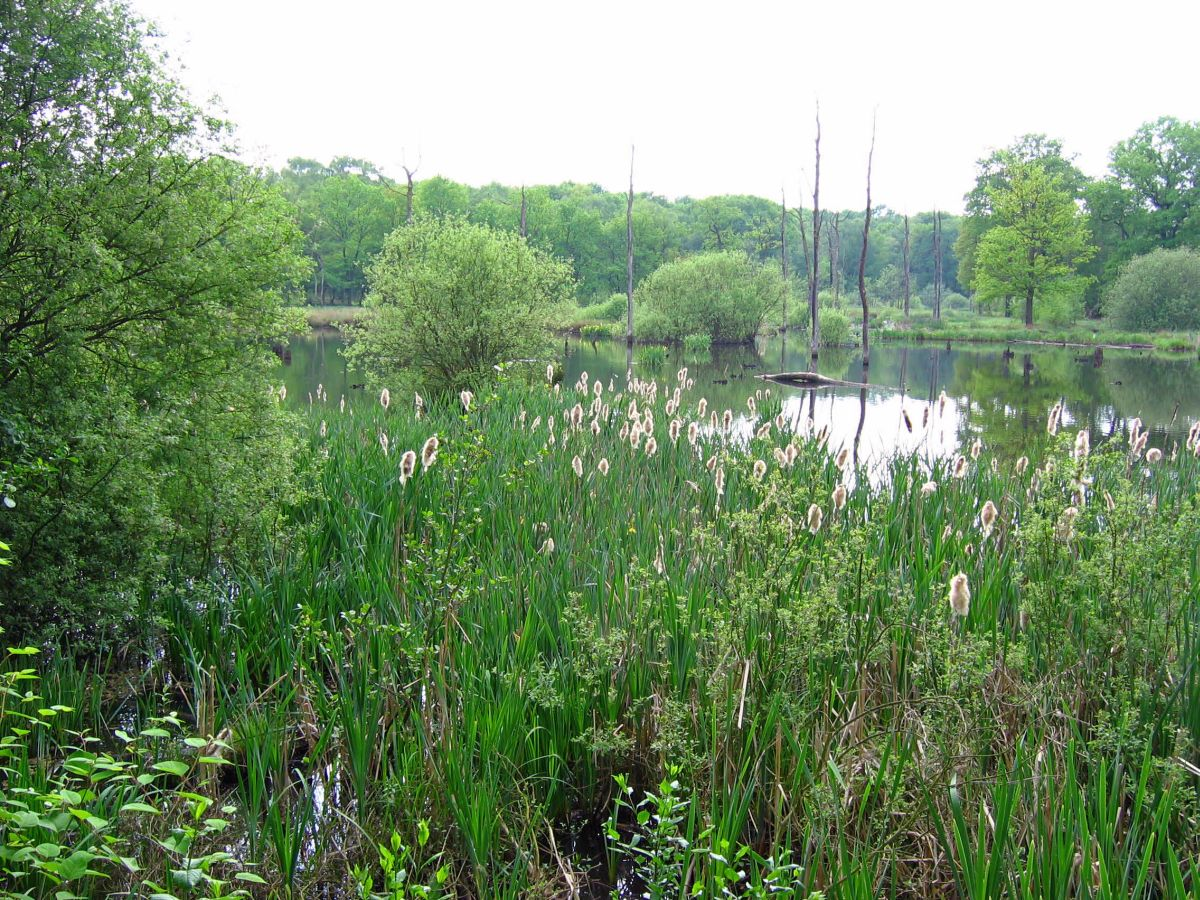
Emscherbruch

Wasser: Werke, Türme und Turbinen ist die 28. Themenroute der Route der Industriekultur. Die Autoren sind Stefan Nies und 
Michael Clarke.

## Thema
Diese Themenroute wurde Mitte Januar 2016 vom Regionalverband Ruhr (RVR) veröffentlicht. Sie ist Teil des seit Anfang 2014 laufenden Ausbaus der Themenrouten, von denen die 29. Route („Bochum – Industriekultur im Herzen des Reviers“) bereits veröffentlicht war und die beiden Routen 27 (Eisen & Stahl) und 30 (Gelsenkirchen) noch ausstehen.
Die Wasserwirtschaft und ihre Geschichte im Ruhrgebiet ist das Thema dieser Route mit aktuell 92 Bauwerken und Anlagen an den Wasserläufen Ruhr, Emscher, Lippe und Rhein inklusive einiger Stationen außerhalb des Ruhrgebiets, insbesondere Talsperren im Sauerland. Sie listet Zeugen großtechnischer wasserwirtschaftlicher Lösungen ebenso auf wie die historische Landschaft im Emscheraum oder Freizeit- und Erholungseinrichtungen am und im Wasser.
Zur Route gehören alte und immer noch in Betrieb befindliche Wasserwerke und Wasserkraftwerke, Wasserversorger wie RWW und ehemalige Handwerksbetriebe wie die Rohrschlosserei in Schwerte. Wassertürme und andere Behälter zur Versorgung von Industrie, Bahn und Bevölkerung werden ebenso aufgelistet wie Kühltürme an ehemaligen Industriestandorten, Klärwerke und Pumpstationen um das, durch Bergsenkungen entstandene, Poldergebiet trocken zu halten. Außerdem enthält sie Talsperren, im Rahmen des Emscherumbaus renaturierte Wasserläufe und Landschaften, historische Freizeitstätten, die im Zusammenhang mit Wasser, Sole und Hygiene entstanden waren und Museen zum Thema.

## Liste
1. Altes Wasserwerk Wesel
2. Wasserwerk Bockum
3. Wasserwerk Duisburg-Mündelheim
4. Wasserwerk Mülheim Styrum/Ost
5. Wasserwerk Mülheim-Dohne
6. Wasserwerk Essen-Kettwig
7. Wasserwerk Wolfsbachtal Essen
8. Wasserwerk Bochum-Stiepel
9. Verbund-Wasserwerk Witten
10. Wasserwerk Dorsten-Holsterhausen
11. Wasserwerk Haltern
12. Rohrmeisterei Schwerte
13. Vinner Wasserturm
14. Wasserturm Wesel
15. Wasserturm Rheinhausen-Bergheim
16. Wasserturm der Niederrheinischen Gas- und Wasserwerke
17. Aquarius-Wassermuseum
18. RWW-Hauptverwaltung
19. Wasserturm Mülheim-Fulerum
20. Wasserturm Essen-Bedingrade
21. Wasserturm Steeler Berg
22. Wasserturm Essen-Steele
23. Wasserturm Essen-Byfang
24. Wasserturm Essen-Bredeney
25. Wasserturm Frillendorfer Höhe
26. Wassersaal Bochum-Stiepel
27. Wasserturm Bochum-Weitmar
28. Doppelwassertürme Herten
29. Wassertürme am Hellweg
30. Wasserturm Lanstroper Ei
31. Wasserturm Bommerholz
32. Wasserturm Volmarstein-Loh
33. Wasserturm Hagen-Hohenlimburg
34. Blauer Wasserturm Ahlen
35. Wasserturm der Zeche Pattberg
36. Doppelkühlwerk im Landschaftspark Duisburg-Nord
37. Kühltürme der Zeche Zollverein XII
38. RWW-Wasserturm
39. Kaiser-Wilhelm-Turm
40. Wasserspeicher an der Jahrhunderthalle Bochum
41. Wasserturm der Firma Luhn & Pulvermacher / Dittmann & Neuhaus
42. Wasserhochbehälter Henrichshütte
43. Kühltürme der Kokerei Hansa
44. Wasserturm Rheinhausen-Friemersheim
45. Wassertürme Bahnbetriebswerk und Rangierbahnhof Duisburg-Wedau
46. Wasserturm Hochfeld
47. Wasserturm am Hauptbahnhof Oberhausen
48. Ringlokschuppen und Camera Obscura
49. Wasserturm im Eisenbahnmuseum Bochum
50. Wasserturm Dortmund Südbahnhof
51. Wasserturm am Dortmund Betriebsbahnhof
52. Heilenbecketalsperre
53. Ennepetalsperre
54. Glörtalsperre
55. Hasper Talsperre
56. Rückpumpwerk Kahlenberg
57. Klärwerk Emschermündung
58. Pumpwerk Alte Emscher
59. Pumpwerk Schwelgern
60. Pumpwerk Schmidthorst
61. Emscher Klärpark
62. Läppkes Mühlenbach
63. BernePark
64. Kläranlage Bottrop
65. Pumpwerk Gelsenkirchen-Horst
66. Emscherbruch
67. Pumpwerk Nettebach
68. Kläranlage Dortmund-Deusen
69. Emscherpumpwerk Huckarde
70. Pumpwerk Evinger Bach
71. Emscherbrücke Lindberghstraße
72. Kläranlage Kaßlerfeld
73. Historische Kläranlage Essen-Rellinghausen
74. Laufwasserkraftwerk Kahlenberg
75. Wasserkraftwerk Raffelberg
76. Wasserkraftwerk Baldeney
77. Wasserkraftwerk Hohenstein
78. Kraftwerk Harkort
79. Pumpspeicherkraftwerk Koepchenwerk
80. Laufwasserkraftwerk Schwitten
81. Laufwasserkraftwerk Wickede
82. Friedrichsbad Schwelm
83. Kurpark Königsborn
84. Kurpark Hamm
85. Solbad Raffelberg
86. Museum der Deutschen Binnenschifffahrt
87. Ebertbad
88. Friedrichsbad Essen
89. Freizeitstätte Haus Wittringen
90. Parkbad Süd
91. Freibad Volkspark
92. Haus Ruhrnatur

Symbole der Route der Industriekultur: Besucherzentrum  Ankerpunkt  Panorama  Siedlung 